# Trofa (Águeda)
Trofa, o Trofa do Vouga, va ser una freguesia portuguesa del municipi d'Águeda, amb 6,21 km² d'àrea i 2.732 habitants (2011). La densitat de població era de 439,9 habitants/km². Té els següents llocs Crastovaes Covelas,Olora i Mourisca del Vouga.

## Història
Va ser seu del concelho (municipi) entre 1449 i 1836, quan es va incorporar a la municipalitat de Vouga. El petit municipi estava constituït per una parròquia i comptava, el 1801, amb 888 habitants.
En el marc de la reforma administrativa nacional de 2013, va ser fusionada amb les freguesies de Segadães i Lamas do Vouga per formar una nova freguesia anomenada União das Freguesias de Trofa, Segadães e Lamas do Vouga o Trofa, Segadães e Lamas do Vouga.

## Geografia
Situada a la part occidental del municipi, Trofa té com a veïns les localitats de Lamas do Vouga al nord, Valongo do Vouga a l'est, Águeda i Travassô al sud, Segadães al sud-oest i el municipi d'Albergaria-a-Velha a l'oest.

## Població
| Població de la freguesia de Trofa | Població de la freguesia de Trofa | Població de la freguesia de Trofa | Població de la freguesia de Trofa | Població de la freguesia de Trofa | Població de la freguesia de Trofa | Població de la freguesia de Trofa | Població de la freguesia de Trofa | Població de la freguesia de Trofa | Població de la freguesia de Trofa | Població de la freguesia de Trofa | Població de la freguesia de Trofa | Població de la freguesia de Trofa | Població de la freguesia de Trofa | Població de la freguesia de Trofa |
| --------------------------------- | --------------------------------- | --------------------------------- | --------------------------------- | --------------------------------- | --------------------------------- | --------------------------------- | --------------------------------- | --------------------------------- | --------------------------------- | --------------------------------- | --------------------------------- | --------------------------------- | --------------------------------- | --------------------------------- |
| 1864                              | 1878                              | 1890                              | 1900                              | 1911                              | 1920                              | 1930                              | 1940                              | 1950                              | 1960                              | 1970                              | 1981                              | 1991                              | 2001                              | 2011                              |
| 1.095                             | 1.175                             | 1.102                             | 1.084                             | 1.180                             | 1.151                             | 1.394                             | 1.502                             | 1.787                             | 1.785                             | 2.007                             | 2.043                             | 2.456                             | 2.680                             | 2.732                             |

## Llocs
- Trofa
- Crastovães
- Cheira
- Carrasqueiras
- Covelas
- S. Sebastião

## Patrimoni
- Església de Trofa comprenent el Panteão dos Lemos
- Pelourinho de Trofa
- Capelas do Arieiro, de La nostra Senyora de la Pietat, de São Sebastião, de La nostra Senyora de Lurdes i de Sant Inácio
- Cruzeiro de Trofa
- Vivenda no Muro